# Réseau de Bruxelles
Le tramway vicinal de Bruxelles et du Brabant est un ancien réseau de tramways de la Société nationale des chemins de fer vicinaux (SNCV). Exploité entre la fin du XIXe siècle et les années 1970, le réseau rayonnait depuis Bruxelles dans le Brabant.
Le réseau ferré a été progressivement remplacé par un réseau d'autobus. Le 31 juillet 1978 eut lieu la suppression des derniers services restants vers Wemmel, Grimbergen et Beauval (en néerlandais : Het Voor) (W, G et G barré).

## Histoire
| Infrastructure |                                                               |
|                | Dépôt, installation technique ou voyageurs (stations, gares). |
|                | Emprise en site indépendant.                                  |
|                | Voie de service ou de fret.                                   |
| Lignes         |                                                               |
|                | Ligne de la SNCV.                                             |
| 15(18)         | Ligne (service partiel, prolongé ou variante)                 |

| - A Bruxelles Place Rouppe - Dilbeek Dépôt - Al Bruxelles Nord - Alost Quai Pierre Cornelis - B/ Id. - Berchem-Sainte-Agathe Cité Moderne (service partiel) - B Id. - Zellik Village (service partiel) - B Saint-Josse-ten-Noode Place - Louvain Gare - W Id. - Sterrebeek Wezembeek (service partiel) - S Id. - Sterrebeek Station (service partiel) - V Id. - Vossem Gare (service partiel) - F Bruxelles Nord - Anderlecht La Roue - H Bruxelles Porte de Schaerbeek - Haecht Village - A Id. - Melsbroek Station (service partiel) - K Id. - Keerbergen Station (service prolongé) - M Id. - Malines Gare (service prolongé) - H Bruxelles Place Rouppe - Hal Porte de Mons - Z/ Id. - Anderlecht La Roue (service partiel) - Z Id. - Leeuw-Saint-Pierre Zuun (service partiel) - H Bruxelles Nord - Humbeek Canal - S Id. - Strombeek Station (service partiel) - G Id. - Grimbergen Dépôt (service partiel) - 286 Grimbergen Dépôt - Meise Village (navette) - L Bruxelles Place Rouppe - Leerbeek Gare vicinale - 291 (TA) Leerbeek Gare vicinale - Enghien Gare vicinale (section non électrifiée de la précédente) - L Bruxelles Nord - Londerzeel Gare - M Bruxelles Nord - Dilbeek Dépôt - Ni Bruxelles Porte de Ninove - Ninove Quai de la Dendre - D Id. - Dilbeek Dépôt (service partiel) - O Bruxelles Place Rouppe - Uccle Observatoire - R Bruxelles Place Rouppe - Rhode-Saint-Genèse Gare - V Dilbeek Dépôt - Uccle Place Saint-Job - W Bruxelles Place Rouppe - Braine-l'Alleud Gare et Bruxelles Place Rouppe - Wavre Gare - E Id. - Rhode-Saint-Genèse Espinette Centrale (service partiel) - W Bruxelles Nord - Wemmel Dépôt - 296 (autonome) Schaerbeek Place Dailly - Jodoigne Gare vicinale / Tirlemont Gare (certains services sont limités à la gare de Vossem et donnent correspondance à la ligne B vers Bruxelles) - 309 Tervueren Gare - Vossem Station. Les indices en italique sont à titre indicatif. |

## Caractéristiques

### Lignes
- 296 Bruxelles - Jodoigne / Tirlemont ;
- 309 Tervueren - Vossem ⚡ ;
- A Bruxelles - Dilbeek ⚡ ;
- Al Bruxelles - Alost ⚡ ;
- B Bruxelles - Louvain ⚡ ;
- Ex Midi - Expo ⚡ ;
- F Bruxelles - Anderlecht ⚡ ;
- H Bruxelles - Haecht ⚡ ;
- H Bruxelles - Hal ⚡ ;
- H Bruxelles - Humbeek ⚡ ;
- L Bruxelles - Leerbeek ⚡ ;
- L Bruxelles - Londerzeel ⚡ ;
- M Bruxelles - Dilbeek ⚡ ;
- Ni Bruxelles - Ninove ⚡ ;
- O Bruxelles - Uccle ⚡ ;
- R Bruxelles - Rhode-Saint-Genèse ⚡ ;
- V Dilbeek - Uccle ⚡ ;
- W Bruxelles - Braine-l'Alleud / Wavre ⚡ ;
- W Bruxelles - Wemmel ⚡ ;
- Ixelles Place Sainte-Croix - Schaerbeek Gare ⚡.

### Dépôts
| Illustration | Nom                    | Commune              | Localisation                |
| ------------ | ---------------------- | -------------------- | --------------------------- |
|              | Dépôt de la rue d'Eloy | Anderlecht           | 50° 50′ 07″ N, 4° 19′ 45″ E |
|              | Diegem                 | Diegem               | 50° 54′ 02″ N, 4° 26′ 30″ E |
|              | Dilbeek                | Dilbeek              | 50° 50′ 37″ N, 4° 15′ 18″ E |
|              | Evere                  | Evere                | 50° 51′ 32″ N, 4° 25′ 03″ E |
|              | Lasne                  | Lasne                | 50° 41′ 09″ N, 4° 28′ 55″ E |
|              | Ninove                 | Ninove               | 50° 49′ 45″ N, 4° 02′ 13″ E |
|              | Schepdael              | Schepdael            | 50° 50′ 19″ N, 4° 11′ 43″ E |
|              | Uccle Vivier d'Oie     | Uccle (Vivier d'Oie) | 50° 47′ 38″ N, 4° 22′ 27″ E |
|              | Waterloo               | Waterloo             | 50° 40′ 59″ N, 4° 24′ 42″ E |

## Matériel roulant

### Automotrices électriques
- Type BLC (test) ;
- Type PCC (test) ;
- Type N ;
- Type S ;
- Type Standard.

### Automotrices thermiques
- Type 291-296